# Jorge Artigas
Jorge Artigas, vollständiger Name Jorge Ricardo Artigas Carrica, (* 16. Dezember 1975 in Buenos Aires, Argentinien) ist ein ehemaliger argentinisch-uruguayischer Fußballspieler und heutiger Trainer.

## Spielerkarriere
Der 1,76 Meter große Mittelfeldakteur Artigas gehörte zu Beginn seiner Karriere von 1995 bis Ende 2002 der Mannschaft des Club Atlético Cerro an. Im ersten Halbjahr des Jahres 2003 spielte er sodann für Universitario de Deportes aus Peru. Anschließend war er bis Mitte 2004 bei Deportes Tolima in Kolumbien aktiv. Etwa zur Jahresmitte 2004 schloss er sich dem Danubio FC an, für den er in den Spielzeiten 2004 und 2005 saisonübergreifend in 23 Partien der Primera División auflief, zwei Treffer erzielte und mit dessen Team er in der Saison 2004 die uruguayische Meisterschaft gewann. Die letzten sechs Monate des Jahres 2005 stand er in Reihen des mexikanischen Club Tijuana. Es folgten drei jeweils ein halbes Jahr überdauernde Karrierestationen in Brasilien bei Botafogo FR, Avaí FC und Caxias. In der Apertura 2008 war erneut der Club Atlético Cerro sein Arbeitgeber. Artigas traf bei acht Einsätzen in der höchsten uruguayischen Spielklasse einmal ins gegnerische Tor. Sodann trat Artigas ein von Januar 2008 bis Mitte Februar 2009 währendes Engagement in den Vereinigten Arabischen Emiraten bei Al Ahli Dubai an. Vom persischen Golf wechselte er zum peruanischen Klub Inti Gas (Ayacucho), bei dem er bis Jahresende 2009 in 26 Ligaspielen zum Einsatz kam und zweimal als Torschütze notiert wurde. Im Januar 2011 verpflichtete ihn América de Cali. In Reihen der Kolumbianer schoss er neun Tore bei 29 Ligaeinsätzen. Nach Dezember 2011 wird er dort nicht mehr als Spieler geführt. Im April 2013 schloss Artigas sich Central Español an und bestritt in der Saison 2012/13 sechs Begegnungen (drei Tore) in der Segunda División. Anfang Januar 2014 wechselte er innerhalb der Liga zum Huracán Football Club, dem er bis Ende Juni 2014 angehörte.

### Erfolge
- Uruguayischer Meister: 2004

## Trainerlaufbahn
Seit August 2015 ist Artigas Trainer des Zweitligisten Central Español.